# 瓦茲根·薩爾基相共和黨體育場
瓦茲根·薩爾基相共和黨體育場，又名共和黨體育場，是一個全座位綜合體育場，位于亞美尼亞首都葉里溫Vardanants街65號。该体育场興建於1933至1935年。在1935年開幕時稱為迪那摩體育場。更進一步的發展在第二次世界大战後的1953年實施。它主要是使用於足球和亞美尼亞國家足球隊的主場。座位共有14403個。

## 觀眾紀錄
- 2003年10月11日，Euro 2004 qualifyingGroup 6: 亞美尼亞 0-4 西班牙, att. 16,000.
- 2007年8月22日，2008年欧洲足球锦标赛外围赛A組:  亞美尼亞 1-1 葡萄牙, att. 15,550.
- 2015年6月13日，2016年歐洲國家盃外圍賽I組:  亞美尼亞 2-3 葡萄牙, att. 14,527.
- 2011年10月7日，2012年歐洲足球錦標賽外圍賽B組:  亞美尼亞 4-1 Macedonia, att. 14,403.
- 2012年10月12日，2014年國際足協世界盃外圍賽B組: 亞美尼亞 0-3 捷克, att. 14,403.
- 2011年3月26日，2012年歐洲足球錦標賽外圍賽B組: 亞美尼亞 0-0 俄羅斯, att. 14,400.

## 照片

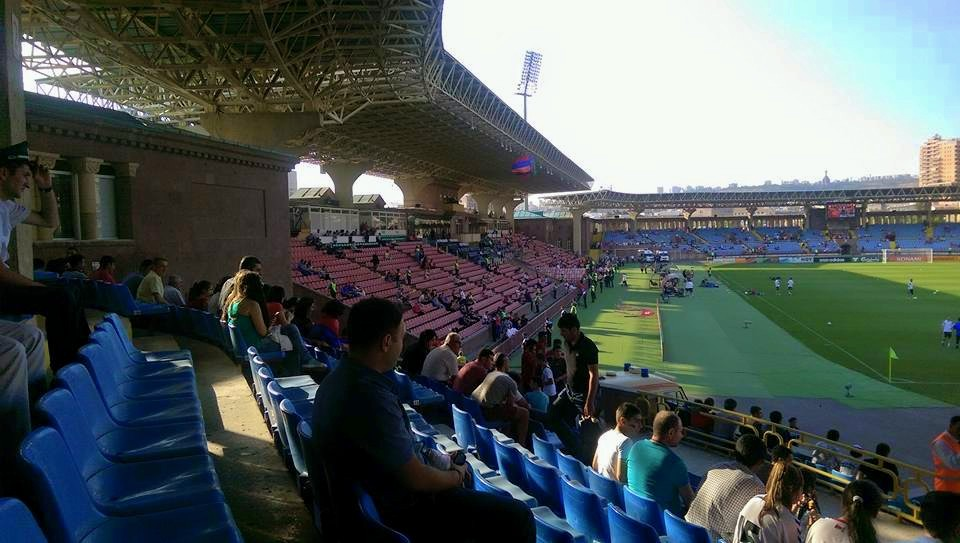
西邊看台(紅色座位)
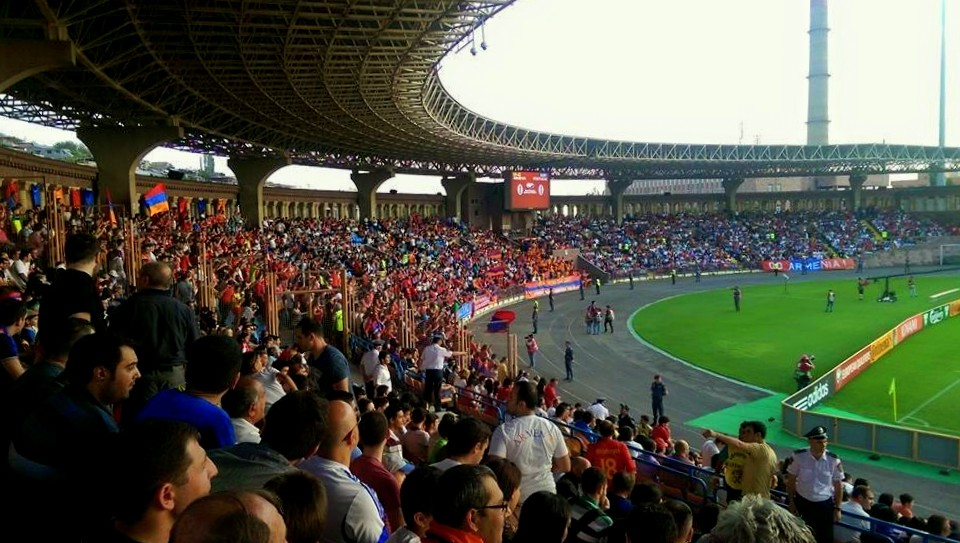
南邊看臺
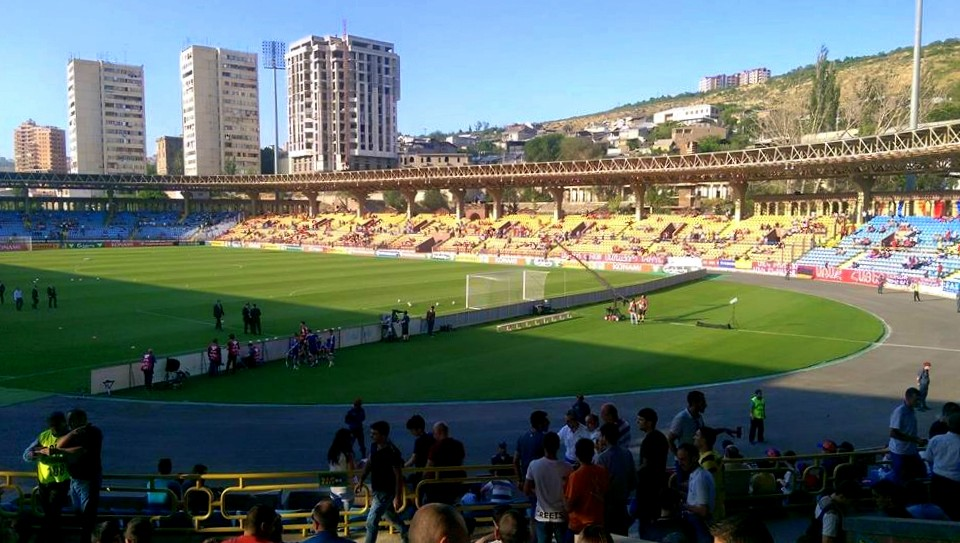
東邊看臺(橘色座位)
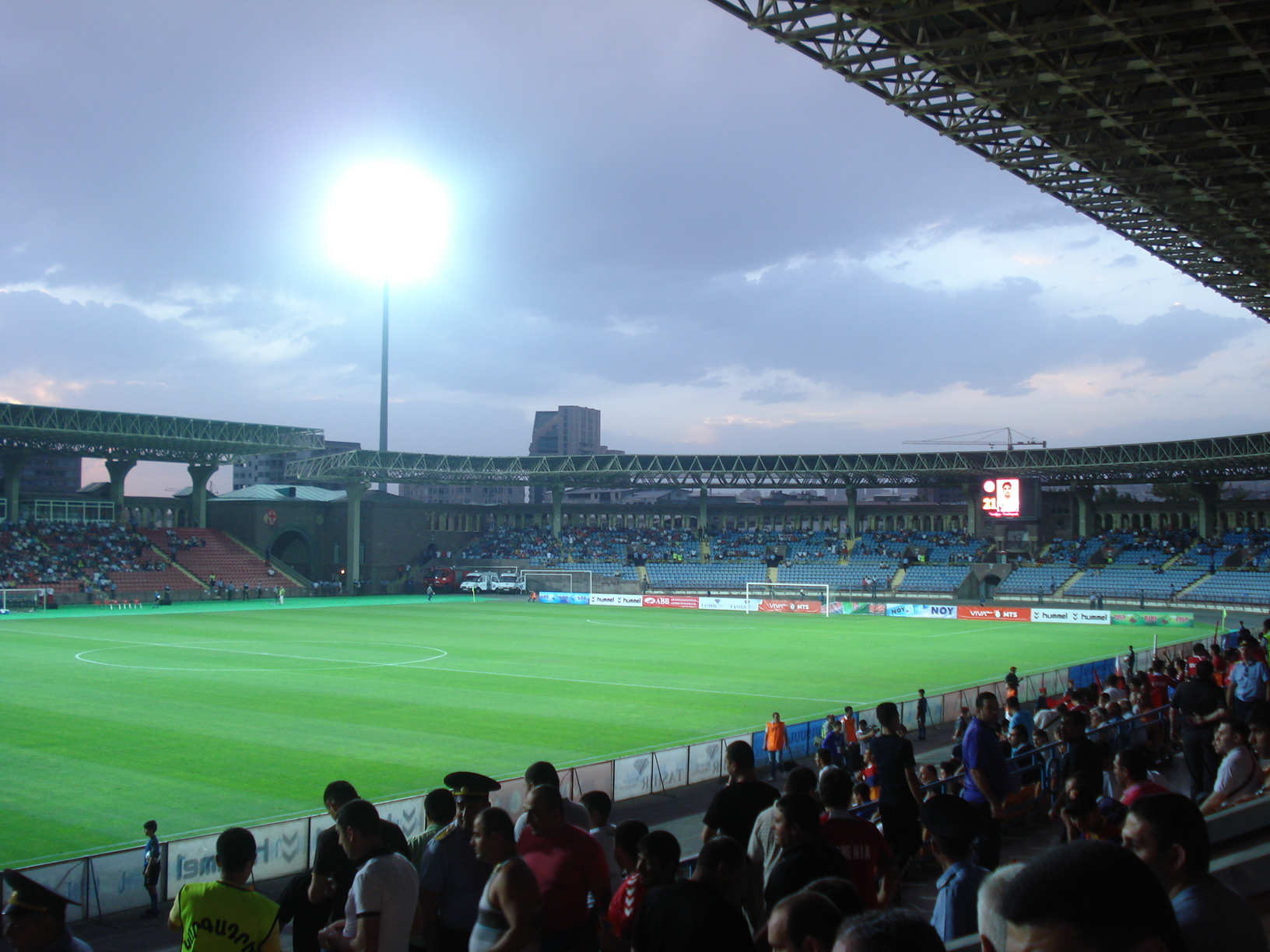
The northern stand (blue seats)